# Henry Mower Rice

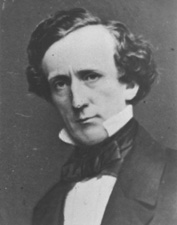
Henry Mower Rice

Henry Mower Rice (* 29. November 1816 in Waitsfield, Washington County, Vermont; † 15. Januar 1894 in San Antonio, Texas) war ein US-amerikanischer Politiker der Demokratischen Partei. Er vertrat das Minnesota-Territorium als Delegierter im Repräsentantenhaus der Vereinigten Staaten und war nach dem Beitritt Minnesotas zur Union einer der beiden ersten Senatoren für den neuen Bundesstaat.

## Aufstieg in Minnesota
Nach dem frühen Tod seines Vaters wuchs Henry Rice bei Freunden der Familie auf. Er schloss seine Schulausbildung ab und absolvierte dann ein zweijähriges Studium der Rechtswissenschaften. Als er 18 Jahre alt war, zog er nach Detroit in Michigan und betätigte sich dort als Landvermesser. Unter anderem war er an der Schaffung des Kanals zwischen dem Lake Superior und dem Lake Huron beteiligt. 1839 erhielt er eine Beschäftigung im Fort Snelling nahe der heutigen Stadt Minneapolis. Er betrieb außerdem Pelzhandel mit den Ho-Chunk- und den Chippewa-Indianern, was seinen Bekanntheitsgrad zunehmend steigerte und ihm viel Einfluss verschaffte. Die Indianer fassten Vertrauen zu ihm, weshalb er als Unterhändler beim Vertragsabschluss mit dem Ojibwa-Volk im Jahr 1847 eingesetzt wurde. 1851 wurde er Mitglied im Leitungsgremium (Board of Regents) der University of Minnesota, was er bis 1859 blieb.

## Delegierter und US-Senator

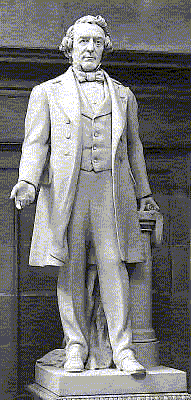
Statue von Henry Mower Rice im Kapitol

Rice machte seinen Einfluss geltend, um das Gesetz zur Einrichtung des Minnesota-Territoriums durch den Kongress zu bringen. Nachdem dies gelungen war, wurde er als Nachfolger von Henry Hastings Sibley zweiter Delegierter des neuen Territoriums in Washington. Er nahm dieses Mandat vom 4. März 1853 bis zum 3. März 1857 wahr. In dieser Funktion trieb er die Gründung des Staates Minnesota voran; am 26. Februar 1857 wurde dann der Minnesota Enabling Act vom Kongress verabschiedet. Am 11. Mai 1858 erfolgte schließlich die Umwandlung des Territoriums in den 32. Bundesstaat. Am selben Tag zogen Rice und James Shields als die beiden ersten Senatoren Minnesotas in den Kongress ein.
Am 3. März 1863 schied Rice aus dem Senat aus; um die Wiederwahl hatte er sich nicht bemüht. Er kandidierte im Jahr 1865 für das Amt des Gouverneurs von Minnesota, kam jedoch nur auf 44,4 Prozent der Stimmen und unterlag damit dem Republikaner William Rainey Marshall. Danach zog er sich weitgehend aus der Politik zurück. Er war Präsident der Minnesota Historical Society und fungierte zwischen 1887 und 1888 als Bundesbeauftragter für weitere Vertragsverhandlungen mit Indianervölkern. Henry Rice starb im Januar 1894 während eines Besuchs in Texas. Sein jüngerer Bruder Edmund war ebenfalls Politiker und saß für Minnesota von 1887 bis 1889 als Abgeordneter im US-Repräsentantenhaus.

## Würdigung
Seit 1916 erinnert eine von Frederick E. Triebel geschaffene Marmorstatue in der National Statuary Hall Collection an Henry Mower Rice. In dieser Sammlung, die in der National Statuary Hall des Kapitols in Washington zu finden ist, hat jeder Bundesstaat die Möglichkeit, zwei Personen aus seiner Geschichte für ihre Verdienste zu würdigen.
Nach Rice benannt wurden der Rice Creek, ein Nebenfluss des Mississippi, und das Rice County im Süden Minnesotas.